# ميخائيل ميرفي (كاتب)
ميخائيل ميرفي (بالإنجليزية: Michael Murphy)‏ هو كاتب أمريكي، ولد في 3 سبتمبر 1930.

## وصلات خارجية
- ميخائيل ميرفي على موقع IMDb (الإنجليزية)